# Витсен, Виллем
Виллем Витсен (нидерл. Willem Arnoldus Witsen) — нидерландский художник, гравёр, фотограф и писатель.

## Ранняя биография
Виллем Арнольдус Витсен был рожден в состоятельной семье художника-графика Йонаса Яна Витсена (Jonas Jan Witsen) и Якобы Элизабет Бонекамп (Jacoba Elizabeth Bonekamp). Впоследствии мать умерла, когда Виллем был ещё подростком. История этого семейства уходила корнями в XVI век, а на протяжении своего существования практически все её члены занимали высокие посты в обществе, как то: мэра города Амстердама (Витсен, Корнелис) или учителя нидерландского языка для Петра I (Витсен, Николаас). Виллем был шестым и последним ребёнком в семье.

## Образование
Видимо, под влиянием отца Виллем рано был обучен мастерству графики. С 1876 года по вечерам четыре раза в неделю посещал Национальную академию изобразительных искусств в Амстердаме (Rijksakademie van beeldende kunsten). Там он обучался до 1884 г. В период с 1880 по 1881 гг. проходил обучение в Академии изящных искусств Антверпена (Koninklijke academie voor schone kunsten antwerpen), где его учителями-наставниками были Jan Evert Morel (1855—1905) и Carel Philippeau (1825—1897). Впоследствии Виллем Витсен вместе со своими одногруппниками основал в 1880 году ассоциацию живописцев Святого Луки. Спустя три года он стал членом литературного общества Flanor Literary Society, где он вместе с Виллемом Клосом, Альбертом Вервеем и Фредриком ван Эденом основал журнал «De Nieuwe Gids» в 1885 году. В первые годы после его основания Витсен писал под псевдонимом статьи об искусстве. Существуют сведения о том, что Виллем Витсен играл на виолончели, а также был опытным шахматистом.

## Личная жизнь
В первый раз Виллем Витсен женился в 1893 году на Элизабет ван Влотен (Elizabeth (Betsy) van Vloten), сестре выдающегося ученого Йоханеса ван Влотена (Johannes van Vloten). Вместе они поселились в нидерландском городке Эде (Гелдерланд) в 1893 г., где и родились их три сына: Willem (Pam) (1894), Erik (1896), Odo (1898). В силу неизвестных причин их брак распался, и Витсен после развода возвратился в Амстердам в 1901 году. Через год он женился на Августе Марии Схорр (Augusta Maria Schorr (1875—1943)), дочери владельца пивоваренного завода. Со своей второй женой Виллем Витсен провёл все время в длительных поездках. Весной 1914 года они посетили Италию, Германию, Швейцарию, а через год — Сан-Франциско, США, по случаю Панамо-Тихоокеанской международной выставки, где Виллем представлял голландский художественный отдел. После этого супруги путешествовали по Канаде. В период 1920—1921 гг. ими была осуществлена поездка в Голландскую Ост-Индию, где Витсену поручили почётное задание — изобразить генерал-губернатора.

## Смерть
Нигде не упоминается, когда именно Виллем Витсен впервые заработал тяжёлую простуду. Однако известно, что по возвращении в Нидерланды из путешествия в голландскую Ост-Индию обострился его бронхит, старый недуг. 13 апреля 1923 года он скончался в одной из больниц Амстердама.

## Художественная деятельность
Виллем Витсен в 1882 году был с визитом в Париже, где посетил выставку популярного художника-современника того времени — Жюль Бастьен-Лепажа (1848—1884). Картины и мотивы очень впечатлили молодого Витсена, о чём он выражал восхищение в письмах к своим друзьям. Период  между 1882 и 1888 гг. Витсен провёл в имении своего отца под названием «Ewijkshoeve», где писал картины под впечатлением от творчества художника Жюль Бастьен-Лепажа. Картина Жюль Бастьен-Лепажа «Houtsprokkelaar» (1881 г.) послужила основой для картины Виллема Витсена «Сбор древесины» (Hout sprokkelen, 1886 г.). В этот период он писал картины, на которых отображал крестьян, работающих на земле, пастухов. Имение «Ewijkshoeve» сталоя важным местом встречи многих художников, таких как Антон Мауве, Виллем Толен. Примерно в то же время Витсен начал сотрудничество с известной фирмой арт-дилеров E.J. van Wisselingh & Co. Его первая персональная выставка состоялась в 1895 году,сно не имела успеха. После этого Виллем Витсен решил также освоить техническую сторону профессии гравера. После возвращения в Амстердам он стал членом общества художников Maatschappij Arti et Amicitiae. В этот период Витсен писал, в основном, картины с городскими пейзажами Амстердама и Дордрехта, а также пейзажи Эде, благодаря чему приобрёл славу живописца и финансовую стабильность. В 1888 году он отправился в Лондон, где провёл несколько лет, изучая творчество местных художников. Там же он познакомился с работами Джеймса Мак-Нейла Уистлера (1834—1903 гг.), более известного изображениями меланхолических городских пейзажей. В этот период Витсен и сам начал рисовать меланхолические картины. Однако многие склонны видеть в этом личную трагедию, поскольку его родная сестра Анна Витсен покончила жизнь самоубийством в 1889 г., утопившись в пруду их семейной резиденции «Ewijckshoeve». Виллем Витсен снискал славу художника благодаря (акварелям и офортам) городских мотивов в сочетании с хмурым небом и дождливой погодой. Для эти целей он выбирал тихие, уединенные места города, часто с угрюмой, меланхоличной атмосферой, лишенной ярких красок. К примеру, в Дордрехте, им была создана серия из двенадцати гравюр и пятнадцати акварелей, нарисованных в большинстве случаев из лодки на воде. Работа с борта лодки приносила ему большое вдохновение, для чего, собственно, им и была арендована лодка в Дордрехте в 1898 году. В Амстердаме в 1911 году Виллем Витсен купил баржу, которую преобразовал в художественную студию-мастерскую. В последующие годы, вплоть до кончины, Витсен больше работал как художник-портретист.

## Известные работы
| Название                                            | год                     | изображение |
| --------------------------------------------------- | ----------------------- | ----------- |
| «Waalseiland And Schreierstoren Sun»                | 1891 г.                 |             |
| «Stationary Cabs in London»                         | 1908 г.                 |             |
| «Pakhuizen aan een Amsterdamse gracht op Uilenburg» | 1885 г.                 |             |
| «Still life with tulips in a jar»                   | точная дата не известна |             |
| «Witsen Londen embankment»                          | 1890 г.                 |             |
| «Huizen aan de Voorstraathaven, Dordrecht»          | 1900 г.                 |             |
| «Witsen A carriage at Waterloo Bridge»              | 1890 г.                 |             |
| «'Uilenburg II' (Amsterdam)»                        | 1911 г.                 |             |
| «Winterlandschap»                                   | 1895 г.                 |             |
| «Portret van een meisje»                            | 1885 г.                 |             |